# كاراتيكا

لعبة كاراتيكا لنظام كمبيوتر العائلة

كاراتيكا (بالإنجليزية: Karateka) ، هي لعبة فيديو إلكترونية من نوع أكشن، طوره المبرمج الأمريكي جوردن ميكنر ونشرها شركة براذربوند سنة 1984م، وصدرت عدة أنظمة ألعاب الفيديو من بينها نينتندو إنترتينمنت سيستم و آبل 2.

## وصلات خارجية
- كاراتيكا على موقع IMDb (الإنجليزية)

- Official link to Karateka on Jordan Mechner's website
- Karateka (Apple II) يمكن لعبها مجانا في المتصفح في أرشيف الإنترنت
- Karateka (MS-DOS) يمكن لعبها مجانا في المتصفح في أرشيف الإنترنت
- A television commercial mispronouncing Karateka نسخة محفوظة 24 أكتوبر 2006 على موقع واي باك مشين.
- Karateka guide في موقع ستراتيجي ويكي